# Selago zuluensis
Selago zuluensis är en flenörtsväxtart som beskrevs av O.M. Hilliard. Selago zuluensis ingår i släktet Selago och familjen flenörtsväxter. Inga underarter finns listade i Catalogue of Life.